# Дворец Республики (Алма-Ата)
Дворец Республики — здание в Алма-Ате, предназначенное для проведения концертов, фестивалей и прочих культурных мероприятий.
Дворец Республики расположен на перекрёстке проспекта Достык и проспекта Абая. Является Памятником градостроительства и архитектуры, внесён в реестр памятников истории и культуры постановлением Совета Министров Казахской ССР от 26 января 1982 года № 38.

## История

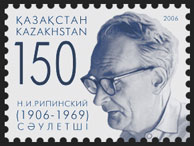
Николай Иванович Рипинский, один из создателей дворца на марке Казахстана, 2006

В 1967 году по поручению первого секретаря ЦК КП Казахской ССР Динмухамеда Кунаева, институт «Казгорстройпроект» приступил к проектированию Дворца им. Ленина. Перед алматинскими архитекторами была поставлена амбициозная задача: в сжатые сроки, за три года к 100-летнему юбилею Ленина, нужно было спроектировать и построить оригинальное здание, отличающееся национальной эстетикой и колоритом, оснащённое специализированным оборудованием, способное принимать такие масштабные события, как съезд Коммунистической партии Казахстана и концерты звезд советской эстрады.
Построенный в 1970 году Дворец культуры имени В. И. Ленина был открыт в дни празднования 100-летия со дня рождения В. И. Ленина. Коллектив создателей дворца (В. Ю. Алле, В. Н. Ким, Ю. Г. Ратушный, Н. И. Рипинский, А. Г. Соколов, Л. Л. Ухоботов и др.) был удостоен Государственной премии СССР в 1971 году.
В апреле 1973 года главный кинозал VI Всесоюзного кинофестиваля.
С распадом СССР Дворец культуры им. Ленина был переименован в Дворец Республики постановлением Кабинета Министров Казахской ССР от 6 декабря 1991 г. N 766, по предложению Государственного комитета Казахской ССР по культуре.

## Архитектура до реконструкции

Дворец Республики до незаконной реконструкции

Объёмно-пространственная композиция здания включает его внутренние объёмы, свободно располагающиеся под единой мощной кровлей (площадь 10 тыс. м²). «Шатёр» кровли опирается на 8 железобетонных опор, а ограждающие конструкции стен, не доходящие до низа кровли, создают впечатление её парения в воздухе. Зрительный зал на 3000 мест, решённый единым амфитеатром, без балконов и ярусов, является центральным местом всей композиции дворца. Цветовое решение зала складывается из белого (потолок), золотистого (стены) и красного (кресла). В планировке вестибюля и фойе дворца использовано сочетание многопланового пространства различных уровней, создание единого целого при помощи промежуточного уровня главного входа и парадных лестниц, опоясывающих фойе с 3-х сторон. Главное фойе (высота 13 м) украшает белоснежная люстра. В отделке вестибюля и фойе нашёл отражение национальный характер сооружения (рисунки линий ограждения, мраморных полов и др.). Ширина сцены составляет 48 м, глубина 18 м.
На потолке фойе Дворца культуры была размещена хрустальная люстра-исполин весом 7,5 тонны и длиной 16 метров. Она состояла из 50 тысяч металлических деталей, не считая несущей конструкции, и из 50 616 хрустальных 40-сантиметровых подвесок. Люстра создавала ощущение воздушного облака, парящего над фойе и освещающего пространство. Люстра была заказана в Чехословакии, где её сделали по рисунку алматинских архитекторов.

## После реконструкции
В 2010—2011 году в нарушение Закона о культуре была проведена реконструкция здания Дворца Республики вместо разрешённой по закону реставрации — которую можно проводить на памятниках архитектуры.
В результате незаконной реконструкции был полностью утрачен самобытный и исторический архитектурный внешний облик Дворца — памятника архитектуры. С фасада здания были убраны вертикально/горизонтально расположенные солнцезащитные рёбра и горизонтально расположенные железобетонные панели, которые были облицованы мрамором. С козырьков здания были убраны, придававшие зданию индивидуальность, чешуйчатые алюминиевые пластины золотистого цвета. После реконструкции фасад здания выполнен из синего тонированного стеклопакета с встроенным led-экраном для трансляции рекламы. Внутренний исторический облик здания в ходе реконструкции также был полностью уничтожен, с потолка фойе убраны чешуйчатые алюминиевые золотистые пластины, которые являлись как бы продолжением наружного козырька здания. Исчезла также гигантская хрустальная люстра.
Такие серьёзные изменения облика архитектурного памятника, проведённые без согласования с горожанами, подверглись серьёзной критике. Также изменениями облика Дворца недовольны заслуженные архитекторы, по их мнению историческое здание уничтожили проведённой реконструкцией. «Меня категорически не устраивает новый фасад. Его превратили в огромный рекламный щит — заявляет Олег Балыкбаев. — Это ворота то ли в рай, то ли в ад». «Полностью исчезла первоначальная пластика сооружения», — вторит ему Василий Сушенцев. Алмас Ордабаев говорит, что «нынешнее строение уже абсолютно не имеет ничего общего с прежним. Получилась мещанская, пошлая, китчевая архитектура, попса. Использованы новые решения, новые стройматериалы. В профессиональном плане это абсолютный позор. Изначальная идея полностью уничтожена».
После реконструкции количество посадочных мест зала было сокращено до 2567, в то время как до реконструкции было 3000 мест. По центру зрительного зала из-за устройства пультовой ложи на трёх рядах было убрано 27 мест, зрители сидящее выше пультовой вынуждены смотреть в спины многочисленных операторов.
Стоимость реконструкции здания дворца составила 10,4 миллиарда тенге. В ходе реконструкции был полностью изменён архитектурный облик здания. Помимо изменения внешнего фасада здания была произведена замена внутренних коммуникаций. Также на сцене был установлен противопожарный занавес, появилась оркестровая яма с тремя подъёмными механизмами и площадкой для хранения музыкальных инструментов. Также была изменена планировка административных и подсобных помещений, предусмотрены помещения для обслуживания сцены.

## Расходы на содержание
После реконструкции содержание Дворца Республики выросло в 13 раз. По итогам 2012 года административные расходы ТОО «Дворец Республики» составили около 1,05 млрд тенге, против 80 млн тенге годом ранее.

## Звуковое оборудование
На момент открытия Дворец был оснащен самым современным по тем временам звуковым оборудованием. В 1991 году оборудование Дворца было частично заменено на новое. В 2005 году Правительство Японии в целях оказания содействия в развитии культурной деятельности в Республике Казахстан выделило Правительству Республики Казахстан безвозмездный грант в размере сорок девять миллионов восемьсот тысяч японских йен (Y 49 800 000) на поставку японского звукового оборудования во Дворец Республики.

## Управление
Во времена СССР Дворец Республики находился в управлении и собственности центрального государственного органа Министерства культуры Казахской ССР, относился к государственной республиканской собственности. С распадом СССР также остался в государственной республиканской собственности и управлялся центральным госорганом Министерством культуры Республики Казахстан.
В 2006 году аким города Тасмагабетов попросил передать «РГП Дворец Республики Министерства культуры, информации и спорта РК» в коммунальную собственность местного акимата г. Алма-Ата. 2 августа 2006 года Дворец Республики забрали из собственности и управления Министерства культуры РК и передали акимату города Алма-Аты, «Республиканское государственное предприятие Дворец Республики» было переименовано «Государственное коммунальное предприятие Дворец Республики департамента финансов акимата г. Алматы» (КГП Дворец Республики).
С момента передачи акимату города «Дворец Республики» постоянно реорганизуется, то его передают одному управлению акимата, то другому, то хотят продать в частную собственность.
В мае 2012 года постановлением Акимата города Алма-Аты от 15.05.2012 № 2/430, «Государственное коммунальное предприятие на праве хозяйственного ведения акимата города Алматы Дворец республики» преобразовано в «Коммунальное государственное казённое предприятие „Дворец республики“ Управления культуры города Алматы».
В октябре 2012 года постановлением Акимата города Алма-Аты от 24 октября 2012 года № 4/910, «Коммунальное государственное казённое предприятие „Дворец Республики“ Управления культуры г. Алматы» реорганизовано путем преобразования в «ТОО Дворец Республики», со 100%-ным участием государства в уставном капитале.
В мае 2014 года стало известно об утверждении Комплексного плана приватизации на 2014—2016 годы, по которому «ТОО» «Дворец Республики» акимат города Алма-Аты собирался продать в частную собственность.
В ноябре 2015 года озвучена информация, что Дворец Республики будет продан за 1 тенге.
В июле 2017 года вышло постановление Акимата города Алма-Аты от 28 июля 2017 года № 3/312, по которому ТОО «Дворец Республики» подлежит ликвидации с 31 декабря 2017 года.
По состоянию на 2019 год ТОО «Дворец Республики» не ликвидировано.
В сентябре 2018 года имущество Дворца Республики, включая здание перешло в управление КГКП «Алматы Әуендері» Управления культуры города Алма-Аты.